# Tina Kjellson
Konstantia Vilhelmina Kjellson (conocida como Tina Kjellson; 4 de septiembre de 1893-4 de noviembre de 1984) fue una deportista sueca que compitió en tiro con arco, en la modalidad de arco recurvo. Ganó tres medallas en el Campeonato Mundial de Tiro con Arco al Aire Libre entre los años 1938 y 1946.

## Palmarés internacional
| Campeonato Mundial al Aire Libre | Campeonato Mundial al Aire Libre | Campeonato Mundial al Aire Libre | Campeonato Mundial al Aire Libre |
| Año                              | Lugar                            | Medalla                          | Prueba                           |
| -------------------------------- | -------------------------------- | -------------------------------- | -------------------------------- |
| 1938                             | Londres (Reino Unido)            | Medalla de bronce                | Equipo                           |
| 1939                             | Oslo (Noruega)                   | Medalla de bronce                | Equipo                           |
| 1946                             | Estocolmo (Suecia)               | Medalla de plata                 | Equipo                           |